# Heinersreuther Forst

Lage des Heinersreuther Forst im Landkreis Bayreuth

Heinersreuther Forst ist ein gemeindefreie Gebiet und eine Gemarkung im oberfränkischen Landkreis Bayreuth. Gemarkung und gemeindefreies Gebiet sind deckungsgleich und haben eine Fläche von 7,610 km². Die Gemarkung ist in 44 Flurstücke aufgeteilt, die eine durchschnittliche Flurstücksfläche von 172961,78 m² haben.
ist ein 7,61 km² großes gemeindefreies Gebiet im Landkreis Bayreuth westlich von Bayreuth.

## Schutzgebiete

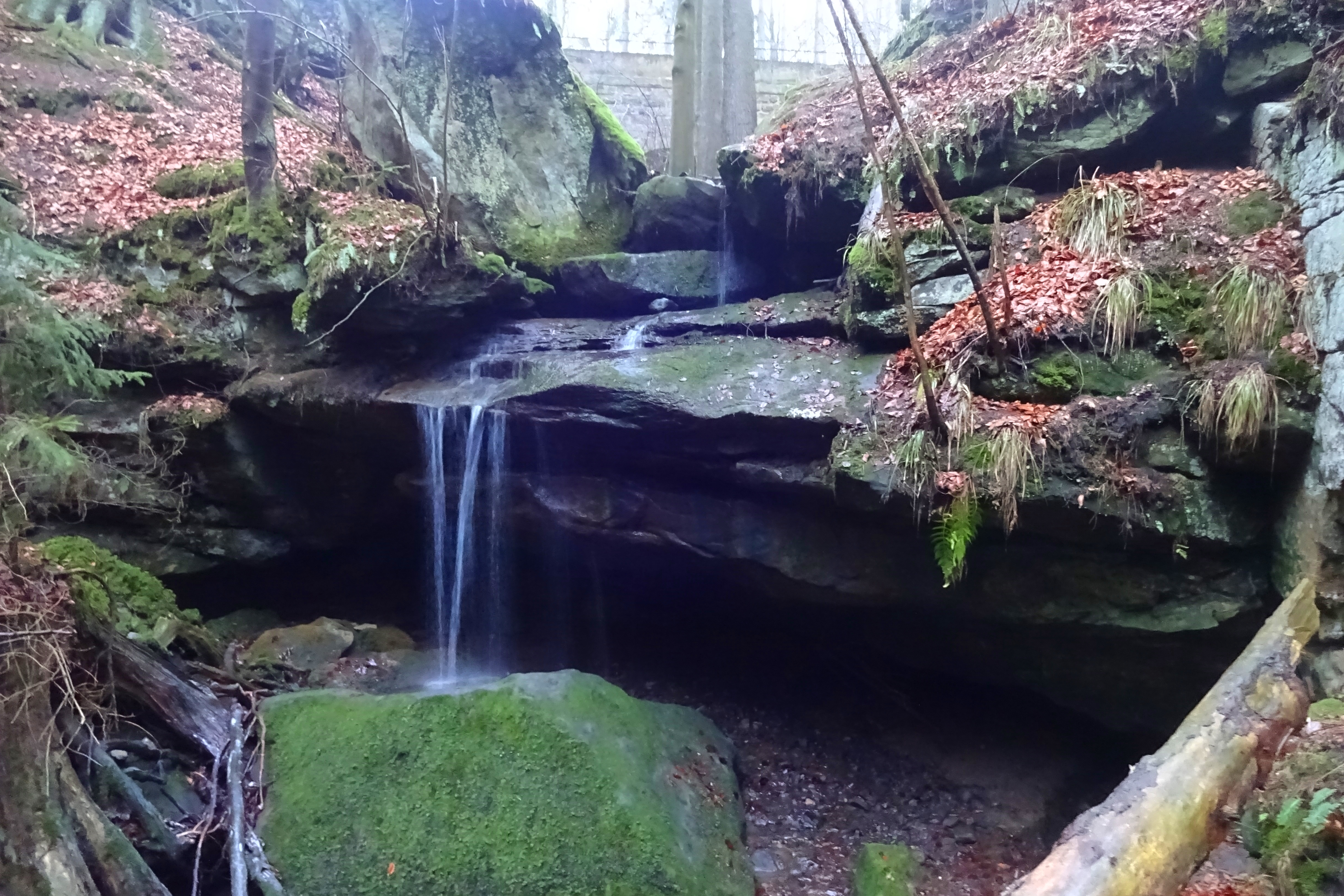
Das Teufelsloch

### Geotope
- Teufelslochgraben nördlich von Oberwaiz (Geotop-Nummer 472R019).
- Ehemaliger Steinbruch Kühloch ostsüdöstlich von Neustädtlein (Geotop-Nummer 472A008)